# 1 Billion Views (canción)
«1 Billion Views» (en hangul, 10억뷰) es una canción grabada por EXO-SC, subunidad de EXO y la rapera surcoreana Moon. Fue lanzada el 13 de julio de 2020, junto con el álbum.

## Composición y lanzamiento
«1 Billion Views» se caracteriza por ser una mezcla de los géneros hip hop y disco con un sonido funky de guitarra. El carácter funk de la canción resulta similar a otras canciones de EXO como «Love Me Right» y «Lucky One», que fueron publicadas años antes. Chanyeol y Sehun participaron en la escritura de la canción, junto a Gaeko con quien han trabajado anteriormente y BoiB, mientras que Gray, Dax, Sole y Gaeko produjeron el sencillo. La rapera Moon añade elegancia con su suave voz al final de la canción. Su estilo es similar a «Telephone», canción del mismo disco, que fue lanzada como un pre-sencillo. «1 Billion Views» fue publicado oficialmente el 13 de julio de 2020, junto al álbum.

## Vídeo musical
El 12 de julio, se lanzó el teaser de «1 Billion Views», mientras que su lanzamiento oficial fue al día siguiente. El vídeo contiene una variedad de colores, siendo interesante para el público en general.

## Recepción
La canción se ubicó en el vigésimo cuarto puesto de Gaon Digital Chart, siendo su mejor posición hasta la fecha. Además, el dúo creó un reto viral para la canción llamado 1 Billion Views Challenge.

## Posicionamiento en listas
| Lista (2020)                       | Mejor posición |
| ---------------------------------- | -------------- |
| Corea del Sur (Gaon Digital Chart) | 24             |

## Premios y nominaciones

### Victorias en programas musicales
| Programa   | Fecha               | Ref.   |
| ---------- | ------------------- | ------ |
| Music Bank | 24 de julio de 2020 | [ 12 ] |